# آرای‌آی آر-سی-۴
آر ای آی آر سی۴ یک کلاس لوکوموتیو برقی ۴ محور Bo'Bo 'است که توسط شرکت راه‌آهن جمهوری اسلامی ایران تولید و استفاده می‌شود. طراحی این لوکوموتیو مشابه مدل SJ Rc4 سوئدی است.